# Хан Мін Кю
Хан Мін Кю (нар. 31 березня 1973) — колишній південнокорейський тенісист.
Найвищу одиночну позицію світового рейтингу — 742 місце досяг 29 липня 1996, парну — 679 місце — 7 червня 1999 року.

## Титули ITF Ф'ючерс

### Парний розряд: (1)
| Ранг | Дата     | Турнір             | Покриття | Партнер    | Суперники                        | Рахунок  |
| ---- | -------- | ------------------ | -------- | ---------- | -------------------------------- | -------- |
| 1.   | Тра 1998 | Korea F1, Соґвіпхо | Тверде   | Лі Сан Хун | Чжень Чжижун Андріан Ратуранданг | 6–2, 6–4 |